# Ebene (Ludwigsstadt)
Ebene ist ein Gemeindeteil der Stadt Ludwigsstadt im Landkreis Kronach (Oberfranken, Bayern).

## Geographie
Das Dorf liegt in Hanglage an einer überwiegend bewaldeten Anhöhe, die zum Frankenwald zählt. Eine Gemeindeverbindungsstraße verläuft nach Lauenstein (0,6 km südöstlich) bzw. zunächst in Richtung Westen und führt in einem großen Bogen wieder in das nördliche Siedlungsgebiet von Lauenstein zurück.

## Geschichte
Ebene wurde vor 1950 auf dem Gemeindegebiet von Lauenstein gegründet. Am 1. Mai 1978 wurde es mit der Gebietsreform in Bayern in Ludwigsstadt eingegliedert. 1987 waren die meisten Anwesen Zweitwohnsitze. Mit Stand August 2020 bestand die Neubausiedlung aus 34 Wohngebäuden.

### Einwohnerentwicklung
| Jahr      | 001950 | 001961 | 001970 | 001987 |
| Einwohner | 8      | 6      | 6      | 9      |
| Häuser    | 1      | 1      |        | 20     |
| Quelle    | [ 6 ]  | [ 7 ]  | [ 8 ]  | [ 1 ]  |

## Religion
Die Einwohner evangelisch-lutherischer Konfession sind nach St. Nikolaus (Lauenstein) gepfarrt.